# Bohdan V"junnyk
Bohdan Serhijovyč V"junnyk (in ucraino Богдан Сергійович В'юнник?; Charkiv, 21 maggio 2002) è un calciatore ucraino, attaccante del Lechia Danzica.

## Carriera

### Club
Cresciuto nel settore giovanile dello Šachtar, debutta in prima squadra il 21 ottobre 2020, disputando l'incontro della fase a gironi di Champions League vinto per 2-3 contro il Real Madrid. Nove giorni più tardi ha anche esordito in campionato, in occasione dell'incontro vinto per 4-1 contro il Mariupol'.
Il 22 luglio 2021 viene ceduto in prestito al Mariupol'. Gioca solo undici gare di campionato, segnando il primo gol tra i professionisti.
Il 5 agosto 2022 viene girato in prestito allo Zurigo, formazione svizzera con cui esordisce nella fase a gironi della UEFA Europa League. Nel gennaio del 2023, complice il poco spazio trovato in rosa, si trasferisce al Grazer AK, formazione della seconda serie austriaca.

### Nazionale
Ha rappresentato le nazionali giovanili ucraine Under-16, Under-17 ed Under-21. Con quest'ultima vanta oltre quindici presenze tra amichevoli e match di qualificazione agli Europei di categoria.

## Statistiche

### Presenze e reti nei club
Statistiche aggiornate al 13 ottobre 2022.
| Stagione        | Squadra         | Campionato      | Campionato | Campionato | Coppe nazionali | Coppe nazionali | Coppe nazionali | Coppe continentali | Coppe continentali | Coppe continentali | Altre coppe | Altre coppe | Altre coppe | Totale | Totale |
| Stagione        | Squadra         | Comp            | Pres       | Reti       | Comp            | Pres            | Reti            | Comp               | Pres               | Reti               | Comp        | Pres        | Reti        | Pres   | Reti   |
| --------------- | --------------- | --------------- | ---------- | ---------- | --------------- | --------------- | --------------- | ------------------ | ------------------ | ------------------ | ----------- | ----------- | ----------- | ------ | ------ |
| 2020-2021       | Šachtar         | PL              | 5          | 0          | CU              | 0               | 0               | UCL+UEL            | 1+0                | 0                  | SU          | 0           | 0           | 6      | 0      |
| 2021-2022       | Mariupol'       | PL              | 11         | 1          | CU              | 2               | 0               |                    | -                  | -                  |             | -           | -           | 13     | 1      |
| 2022-2023       | Zurigo          | ASL             | 3          | 0          | CS              | 1               | 0               | UCL+UEL            | 4                  | 0                  |             | -           | -           | 8      | 0      |
| Totale carriera | Totale carriera | Totale carriera | 19         | 1          |                 | 3               | 0               |                    | 5                  | 0                  |             | 0           | 0           | 27     | 1      |

## Palmarès

### Club

#### Competizioni nazionali
- Campionato polacco di seconda divisione: 1

Lechia Danzica: 2023-2024